# Lettres au Père Jacob
Pour plus de détails, voir Fiche technique et Distribution.
Lettres au Père Jacob (Postia pappi Jaakobille) est un film finlandais réalisé par Klaus Härö, sorti en 2009.

## Synopsis
Leila, libérée de prison, accepte de devenir l'assistante d'un pasteur aveugle, le Père Jacob.

## Fiche technique
- Titre : Lettres au Père Jacob
- Titre original : Postia pappi Jaakobille
- Réalisation : Klaus Härö
- Scénario : Klaus Härö et Jaana Makkonen
- Photographie : Tuomo Hutri
- Montage : Samu Heikkilä
- Production : Lasse Saarinen et Risto Salomaa
- Société de production : Kinotar et Yleisradio
- Société de distribution : SAJE Distribution (France)
- Pays :  Finlande
- Genre : Drame
- Durée : 74 minutes
- Dates de sortie : 
  -  Finlande : 3 avril 2009
  -  France : 9 mars 2016

## Distribution
- Kaarina Hazard : Leila
- Heikki Nousiainen : Père Jacob
- Jukka Keinonen : le facteur
- Esko Roine : le directeur de la prison
- Kaija Pakarinen : la voix de la sœur de Leila

## Distinctions
Le film a été nommé pour neuf Jussis et en a remporté quatre : Meilleur film, Meilleur acteur pour Heikki Nousiainen, Meilleure réalisation et Meilleure musique.